# Qalaqand
El qalaqand (urdu: قلاقند, hindi: क़लाक़न्द) es un popular dulce indio y pakistaní hecho de leche condensada y queso cottage. Tiene su origen en la región lechera de Braj, en el oeste de Uttar Pradesh. Es un confite muy popular en el norte y este de la India, incluyendo Jharkhand, Orissa y Bengala, siendo apreciado por su exquisito sabor.
Además de la leche, el azúcar y el queso, incluye frutos secos picados y opcionalmente vark.
- Datos: Q3595222
- Multimedia: Kalakand / Q3595222